# Dan Serfaty
Dan Serfaty (Strasbourg, 5 febbraio 1966) è un imprenditore francese.
È noto soprattutto per essere stato co-fondatore e CEO di Viadeo, un social network professionale.

## Biografia
Dopo aver conseguito la laurea presso l'HEC Paris Entrepreneurship Program nel 1987, Serfaty ha trascorso due anni all'estero prima di iniziare la sua vita imprenditoriale. Nel 1989 acquisì un'azienda nel settore turistico, che riuscì a rendere redditizia prima di venderla nel 1991.
Contemporaneamente, co-fondò un'azienda specializzata nella distribuzione di abbigliamento importato dall'Asia, che vendette 10 anni dopo.
Nel 2000 ha fondato Agregator, un club dedicato agli imprenditori, il cui obiettivo è facilitare lo scambio di esperienze, idee e contatti tra i suoi membri. È interessante notare che la maggior parte dei membri di Aggregator erano CEO di piccole aziende finanziate da venture capital, che fornivano loro la liquidità e i rendimenti del private equity.
L'esperienza di Aggregator è stata il contesto in cui Dan ha sviluppato l'idea di un social network orientato al business, mentre inizialmente lavorava a un software che avrebbe consentito ai membri del club di accedere ai contatti reciproci.
Nel 2004, insieme a Thierry Lunati, ha co-fondato Viaduc – il nome originale di Viadeo – investendo parte dei primi 5 milioni di euro raccolti in Agregator. Nel 2006, Viaduc è stata rinominata Viadeo, a dimostrazione dell'ambizione dell'azienda di espandersi a livello globale, anche con il lancio delle versioni inglese e italiana. Oggi, con oltre 60 milioni di utenti in tutto il mondo, Viadeo è il secondo social network professionale più grande.
Nel 2007, Viadeo si è espansa in Cina con l'acquisizione di Tianji.com, un sito di social networking locale che all'epoca contava 1,3 milioni di utenti. Tianji.com ha ampliato rapidamente la sua base di utenti, raggiungendo gli 8 milioni nel 2011.
Nel gennaio 2016, dopo un fallito tentativo di conquistare i mercati internazionali, Dan Serfaty lasciò l'azienda, che fu acquisita da Le Figaro. Nello stesso anno fonda Artur'In.
Dal 2020, Dan è diventato co-presidente di Keren Hayessod France, un'organizzazione benefica che mira a colmare il divario sociale in Israele. Pochi mesi dopo, Dan entrò anche a far parte del Consiglio di amministrazione dell'Agenzia ebraica per Israele.